# Бараньская, Ядвига
Ядви́га Бара́ньская (пол. Jadwiga Barańska; 21 октября 1935, Лодзь, Лодзинское воеводство — 24 октября 2024, Лос-Анджелес, Калифорния) — польская актриса театра и кино, певица, сценарист.

## Биография
Родилась 21 октября 1935 года в Лодзи. В 1958 году окончила Киношколу в Лодзи. В 1956—1966 годах играла на сцене Teatru Klasycznego, затем — с 1972 г. в Польском театре в Варшаве. Имела большой успех как киноактриса, проявила себя в фильмах Ежи Антчака. Наибольшую известность ей принесли роль Барбары Нехциц в фильме «Ночи и дни» по роману Марии Домбровской, а также главная роль в фильме «Графиня Коссель».
Также Ядвига Бараньская проявила себя и на телевидении. Играла сестру Марию в
«Chłopcach» Станислава Гроховяка (реж. Тадеуш Яворский; 1966) и Мадемуазель в «Асмодее» Франсуа Мориака (реж. Ян Братковский; 1968). Муж Ядвиги Бараньской — знаменитый польский кинорежиссёр Ежи Антчак, от которого у неё есть сын Миколай (родился в 1964 г.). В 1978 году они эмигрировали в США. В начале 1990-х гг. Ядвига Бараньская вернулась в Польшу, где в 1994 году снялась в фильме Ежи Антчака «Дама с камелиями» по сценарию самой Ядвиги, в телевизионных спектаклях «Цезарь и Помпей» и «Ścieżki chwały również» (реж. Ежи Антчак). В 2000 году Ежи Антчак и его жена приступили к съёмкам фильма о Фредерике Шопене и знаменитой французской писательнице Жорж Санд — «Шопен. Желание любви», премьера которого состоялась в 2002 году. Ядвига Бараньская является соавтором сценария и сорежиссёром этого фильма, где она сыграла роль матери Шопена.
Умерла 24 октября 2024 года в США в возрасте 89 лет.

## Фильмография
Сценарист
- 1995 Дама с камелиями / Dama Kameliowa.
- 2002 Шопен. Желание любви / Chopin. Pragnienie miłości.

Актриса
- 1956 Обломки корабля / Wraki (Польша) — певица Ирена.
- 1958 Солдат королевы Мадагаскара / Żołnierz królowej Madagaskaru — дама, евшая пирожное в «Аркадии».
- 1965 Возвращение доктора фон Книпродэ / Powrót doktora von Kniprode (Польша).
- 1968 Графиня Коссель / Hrabina Cosel (Польша) — графиня Анна Коссель.
- 1970 Нюрнбергский эпилог / Epilog Norymberski (Польша) — француженка в Освенциме.
- 1971 Беспокойный постоялец / Kłopotliwy gość (Польша) — секретарша председателя горсовета.
- 1975 Ночи и дни / Noce i dnie (Польша) — Барбара Нехциц.
- 1976 Прокажённая / Trędowata (Польша) — графиня Идалия Эльзановская.
- 1977 Гнездо вдов / Nido de viudas (США / Испания) — Carmen.
- 1977 Телесериал Ночи и дни / Noce i dnie (serial telewizyjny) (Польша) — Барбара Нехциц.
- 2002 Шопен. Желание любви / Chopin. Pragnienie miłości (Польша) — Юстина Шопен, мать Фредерика Шопена.

## Награды и Премии
- 1969 «Золотая Апсара» первая награда за главную роль в фильме «Графиня Коссель» на II Международном фестивале фильмов в Пномпене (Камбоджа).
- 1974 «Золотой Гвоздь» — награда на седьмом плебисците популярности
- 1975 Золотой Крест Заслуги.
- 1975 II Фестиваль Польских Фильмов Фабульных — награда за роль Барбары в фильме «Ночи и дни» в Гданьске.
- 1976 Государственная премия ПНР первого ступени (коллективная) — за фильм «Ночи и дни».
- 1976 Награда «Серебряный медведь» за лучшую женскую роль — за роль Барбары в фильме «Ночи и дни» на Берлинском кинофестивале.
- 1978 Награда «Комитета в дела радио и телевидение» за актёрское воплощение в телесериале «Ночи и дни».
- 1979 «Золотой Экран» за роль Барбары в телесериале «Ночи и дни».
- 2008 Золотая медаль «Gloria Artis»[4].
- 2024 Офицер ордена Возрождения Польши[5].

В 1999 году оставила отпечаток руки на набережной Звезды в Мендзыздрое.